# ادسون گوچو
ادسون گوچو (انگلیسی: Edson Gaúcho؛ زادهٔ ۶ ژوئن ۱۹۵۵) بازیکن فوتبال اهل برزیل است.
از باشگاه‌هایی که در آن بازی کرده‌است می‌توان به باشگاه فوتبال ریو آوه، باشگاه ورزشی ژوونتود، باشگاه فوتبال لوزان-اسپورت، و باشگاه فوتبال سانتاکروز اشاره کرد.